# Johnius majan
Johnius majan is een straalvinnige vissensoort uit de familie van de ombervissen (Sciaenidae). De wetenschappelijke naam van de soort is voor het eerst geldig gepubliceerd in 2012 door Iwatsuki, Jawad & Al-Mamry.